# Todanara
Todanara is een bestuurslaag in het regentschap Lembata van de provincie Oost-Nusa Tenggara, Indonesië. Todanara telt 540 inwoners (volkstelling 2010).